# 岡沢リナ
岡沢 リナ（おかざわ りな、1996年7月7日 - ）は、日本のAV女優。

## 略歴・人物
2015年3月に「星南きらり（ほしな きらり）」としてデビュー。所属事務所はDuoエンターテイメント。
2016年8月、E-BODYの専属女優「岡沢リナ」として再デビュー。
趣味・特技は音楽鑑賞、身体を動かすこと。

## 出演作品

### アダルトDVD

#### 『星南きらり』名義
2015年
- FIRST IMPRESSION 84（3月19日、アイデアポケット）
- 世界最高級 爆乳ロリソープへようこそ（4月19日、アイデアポケット）
- 究極の乳フェチマニアックス 極乳女子校生version（5月19日、アイデアポケット）
- とりあえず吸っとく? ジャンボオッパイちゅ〜ちゅ〜れろれろ（6月19日、アイデアポケット）
- Wet&Juicy 肉感マシマシびちょぬるハイパー爆乳エロボディ（7月19日、アイデアポケット）

#### 『岡沢リナ』名義
2016年
- E-BODY専属デビュー 極上プルプルHcupギャル（8月13日、E-BODY）
- 夏祭りナンパ! 神輿を担ぐ粋な地元っ娘と○○しちゃいました!（10月14日、DOC）※「りな」名義
- ビーチ近くのコンビニに来た生意気ギャルを媚薬発情させ痙攣中出しセックス 2（10月14日、DOC）
- SOD女子社員 Let'sセクハラし放題スペシャルDAY ハロウィンパーティー（10月20日、SODクリエイト）※「玉井柊音」名義
- 完全ガチ交渉! 噂の、素人激カワ看板娘を狙え! vol.41 in港区（10月28日、プレステージ）
- 巨乳美女店員がまさかのノーブラ派!? 乳首ぽっちしている事を気にせず仕事する彼女に興奮してしまい…（10月28日、DOC）
- 巨乳水着ギャルばかりを狙う 海の家ナンパエステ 6（11月1日、変態紳士倶楽部）
- 巨乳×ビキニ チアガール（11月4日、クリスタル映像）
- マジックミラー号 男性ダンスユニットの超ハイテンションファンをコンサート会場でGET! モテナイ男のお悩みを上から目線で答えていたら、今までの彼氏よりも大きいデカチンに立場逆転! 初めて経験する子宮に届くほどのチ○ポにノケゾルほどの連続痙攣イキ!（11月10日、SODクリエイト）
- 巨乳女医限定!! 派遣型中出しメンタルクリニック 3（11月11日、BAZOOKA）
- 「中に出して…夫と子供には内緒」 自宅で愚痴聞き屋に中出しセックスをせがむ美人人妻たち 15（11月11日、S級素人）
- 男に免疫のない多汗症娘は男に触れられ極限状態! 汗ダク&大量潮で何度もイキ漏らしゴムを外して生中SEX（11月11日、DOC）
- 男女の友達同士 ホントに異性を意識してないか? チ○ポ勃起で罰ゲーム! 2（11月15日、ピーターズ）
- 120％リアルガチ軟派伝説 vol.42 in 郡山（11月28日、プレステージ）※「いくみ」名義
- モニタリング 巨乳人妻×でかチン男子 「心やさしいお姉さん!悩める男子のお悩み相談してくれませんか?」 街で声をかけた巨乳人妻とでかチン過ぎて自信がない素人男子を温泉に二人っきりにしお悩み相談 旦那とご無沙汰の欲求不満の奥様はタオル越しに見える旦那とは比べられないデカチンに目が釘付け‥（11月23日、SODクリエイト）※「さやか」名義
- オフィス街で外回り中の男上司と女部下に『歳の差を埋めるには混浴が一番だって知っていますか?良かったら広いお風呂でお互いの信頼関係を深めませんか?』とナンパしたら、仲良くなりすぎてセックスまでしちゃってました。 Vol.2（12月1日、ナンパJAPAN）※「野口由美子」名義
- 小麦色オイルギャルとヌルヌルできる超高級（秘）性感リゾート（12月2日、DIY）
- 親の再婚で同年代の娘2人と一緒に住む事になったボク。家が狭い為に同じ部屋で寝ているとデカチン目当てに夜這いされ何度も求めてくる絶倫姉妹（12月8日、変態紳士倶楽部）
- シャツズボ!誘惑パイズリOL（12月13日、プレミアム）
- 「そこの巨乳お姉さん!童貞くんの射精のお手伝いをしてくれませんか?」 自慢のおっぱいでパイズリ射精してもらうつもりが優し過ぎて童貞喪失筆おろしセックス!までしてくれました。 Vol.13（12月8日、ナンパJAPAN）※「ゆみ」名義
- 性なる夜のお悩み相談!? サンタになって童貞クンの夢叶えてください! Vol.02（12月9日、DOC）※「まな」名義
- 突然押しかけてきた嫁の姉さんに抜かれっぱなしの1泊2日（12月13日、ヴィーナス）
- 仕事中から気になっていた同僚のニットから張り裂けそうなデカ乳（12月22日、AKNR）
- 同窓会で10年ぶりの再会! ムチムチの人妻になったアノ子と酔った勢いでハメを外しちゃった俺（12月22日、AKNR）
- 最高級 Hcup巨乳中出しソープ（12月25日、OPPAI）
- マゾ乳 生中出し（12月25日、ゲインコーポレーション）

2017年
- 超絶倫童貞少年! もうヤメて!と逃げる義姉を追いかけハメまくる! 4 突然出来た義理のお姉ちゃんは超ヤリマン!いつも超無防備だからパンチラ胸チラしまくりでボクは毎日勃起しまくり!ボクの勃起をからかうお姉ちゃんもいつしか勃起にムラムラして発情!我慢できなくなって「フェラだけだったらいいよ…」とボクのチ○ポに…。貪りついてきたら最後、ボクももうフェラだけでは我慢できません!!戸惑うお姉ちゃんを無視してとにかく腰を振って腰を振って色々な場所でヤリまくっちゃいました!!何度も何度も発射してボクのチ○ポが勃起しなくなるまで何度もヤリました。 ※もう何発ヤッたか分かりません!!（1月7日、Hunter）
- 「AV撮影」募集に群がるS級素人たち 2（1月13日、S級素人）
- 素人女子大生限定! パンティ素股でカチカチち●ぽがアソコに擦れて赤面発情! クロッチは恥ずかし汁まみれ!そのまま生で擦り合わせて、ヌルヌルワレメに結局つるんっと入って生中出し!! 4 つい先日まで高●生だった18歳大学1年生編（1月13日、S級素人）
- パンチラしたってポロリしたって気にするな! 超キツキツ! 極小スクール水着早着替えゲーム（1月19日、ATOM）
- イケリーマンの後輩がヤンママと仲良くて俺んちに連れ込んだ! モテない俺は絶好のチャンスと酔わせて過激で卑猥なゲームを始めてみた… Vol.6（1月25日、バッドスターズ）
- 常に潜んだエロティシズム胸チラSPECIAL 豪華撮り下ろし3シチュエーション 6シーン収録 (2月16日、アキノリ)
- どすけべカップルたちの週末 混浴温泉ハプニング 濡れて蒸れたら乱れてまわされて (3月1日、FAプロ)
- ボイン大好きしょう太くんのHなイタズラ 友達の心優しい爆乳お姉ちゃん編 (3月2日、グローリークエスト)
- 照れるほど見つめられるパイズリ (3月3日、ドリームチケット)
- 「あっ!ナマで入っちゃった!」 凄テクオイル素股でチ○ポをマ○コに擦りつけてたら思わずフル勃起からの生挿入! 本番禁止のはずなのに生中出しSEXまでしちゃった4人の爆乳美人デリヘル嬢（4月20日、グローリークエスト）